# Morfologi (biologi)
 For alternative betydninger, se Morfologi. (Se også artikler, som begynder med Morfologi)
Morfologien (af græsk μορφή, morphé = "form" + λόγος, lógos = "lære", altså "formlære") er læren om  organismernes struktur og ydre form. Den indeholder klassificeringen af organismerne i forhold til deres nuværende skikkelse og beskrivelsen af udviklingen frem til den. På den måde danner morfologien grundlaget for systematikken og evolutionslæren. Se også Fylogenetisk systematik.
Begrebet morfologi blev skabt af Johann Wolfgang von Goethe og den tyske anatom Karl Friedrich Burdach, som nåede frem til det uafhængigt af hinanden i året 1800. Også tyskeren Carl Heinrich Stratz var aktiv inden for morfologien.
Man skelner mellem sammenlignende, funktionel og eksperimentel morfologi:
- Den sammenlignende morfologi forsøger at finde frem til en given arts grundmønster eller kendetegn midt i individernes mangfoldighed af former, og man prøver at nå frem til en klassificering af organismerne ud fra karakteristiske kendetegn.

- Den funktionelle morfologi har som sit mål at undersøge strukturer i forhold til bestemte funktioner. Undersøgelsen samler sig om de enkelte elementer af en organisme, som er relevante for en bestemt funktion. En struktur bliver derfor beskrevet som en specialisering til en bestemt funktion (dvs. organismens tilpassethed til sin levevis).

- I den eksperimentelle morfologi undersøger man en organismes udvikling. Med det for øje ændrer man miljøbetingelserne i eksperimentet for at kunne iagttage organismens tilpasningsevne.